# سغناق
سغناق نام یک شهر باستانی در قسمت سفلای رود سیحون بود. مردم این شهر در حمله مغول به خوارزمشاهیان پایداری سختی کردند. اما در طی حملهٔ مغولان این قصبه که مردمش فرستاده مغولان را کشته بودند به تصرف درآمد و همهٔ ساکنان آن بقتل رسیدند.